# Алатсоя
Алатсоя — река в России, протекает в Питкярантском районе Республики Карелия.

## Физико-географическая характеристика
Исток — озеро Алатунлампи восточнее Алатту. Течёт на юг, устье реки находится в 12 км по левому берегу реки Янисйоки. Длина реки составляет 14 км.

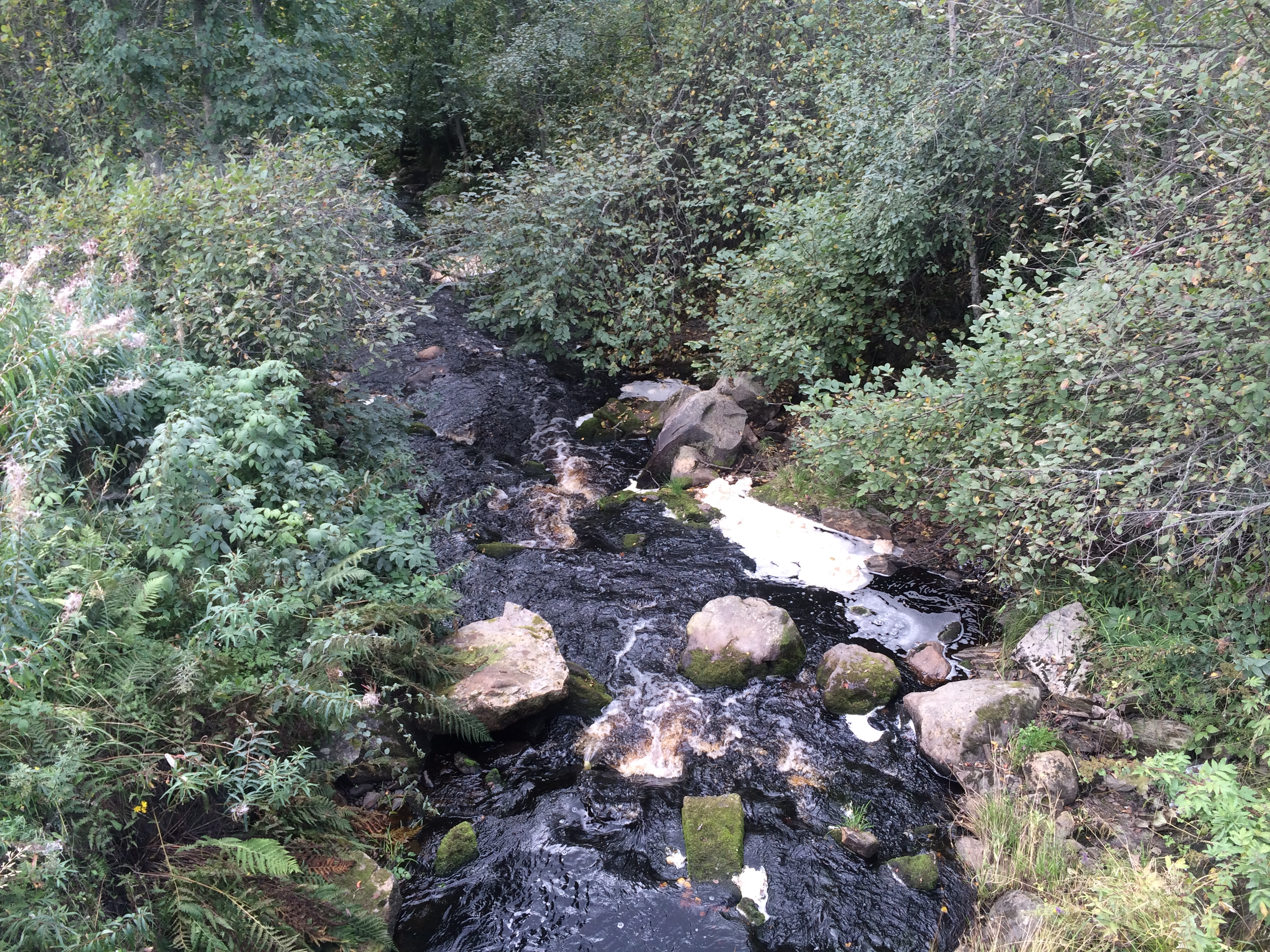
Вид по течению

## Данные водного реестра
По данным государственного водного реестра России относится к Балтийскому бассейновому округу, водохозяйственный участок реки — Водные объекты бассейна оз. Ладожское без рр. Волхов, Свирь и Сясь, речной подбассейн реки — Нева и реки бассейна Ладожского озера (без подбассейна Свирь и Волхов, российская часть бассейнов). Относится к речному бассейну реки Нева (включая бассейны рек Онежского и Ладожского озера).
Код объекта в государственном водном реестре — 01040300212102000011068.